# Sălciua de Jos
Sălciua de Jos – wieś w Rumunii, w okręgu Alba, w gminie Sălciua. W 2011 roku liczyła 584 mieszkańców.